# Michael Shanks (acteur)
Pour les articles homonymes, voir Michael Shanks et Shanks.
Michael Shanks est un acteur canadien, né le 15 décembre 1970 à Vancouver, en Colombie-Britannique. Il est surtout connu pour avoir interprété le rôle de Daniel Jackson dans  la franchise Stargate (dans les séries Stargate SG-1, Stargate Atlantis et Stargate Universe et dans les téléfilms Stargate : L'Arche de vérité et Stargate : Continuum).

## Biographie
Michael Garrett Shanks a grandi à Kamloops, en Colombie-Britannique. À 16 ans, il envisage de devenir joueur professionnel de hockey, puis compte faire des études de comptabilité et de commerce, avant d'être finalement inspiré par Richard Dean Anderson, alors en plein tournage de MacGyver. Après avoir été diplômé de l'Université de la Colombie-Britannique, il a obtenu un baccalauréat en 1994, et obtient son second diplôme en Beaux-Arts. Son père travaille dans le secteur forestier.
Il est apparu dans plusieurs productions théâtrales et a eu un apprentissage de deux ans au Festival de Stratford en Ontario. Il fait des apparitions dans des séries télévisées comme Highlander et University Hospital, ainsi que dans le téléfilm Face au Silence. Il a également eu un petit rôle dans le film The Call of the Wild: Dog of the Yukon. En 1997, il obtient le rôle de Daniel Jackson dans la série Stargate SG-1, aux côtés de Richard Dean Anderson et en reprenant le rôle du docteur Daniel Jackson, rôle joué par l'acteur James Spader dans le film original. Il devient l'un des producteurs exécutif de la série en 2004. Il fait également la voix de Thor dans la version originale de la série.
Il quitte néanmoins la série au bout de cinq saisons. Il apparaît dans les épisodes 6, 19 et 22 de la sixième saison, remplacé par Corin Nemec jouant Jonas Quinn, puis revient à temps plein à partir de la septième saison. Au cours de la dixième et dernière saison de la série, il a signé pour 16 des 20 épisodes, et il eut un peu de temps libre pour la naissance de son fils et troisième enfant, Samuel David, le 19 mars 2006 qu'il a eu avec sa seconde épouse, Lexa Doig.
En 2004, il apparaît dans le pilote de Stargate Atlantis, le spin-off de Stargate SG-1. En 2007, Stargate SG-1 se termine après dix saisons. Il joue dans les téléfilms Stargate : L'Arche de vérité et Stargate : Continuum, sortis en 2008. La même année, il apparaît dans les dixième et onzième épisodes de la cinquième saison de Stargate Atlantis.
Entre 2008 et 2009, l'acteur joue le rôle récurrent de Victor dans la deuxième saison de Burn Notice. En 2009, il apparaît dans le neuvième épisode de la deuxième saison de Sanctuary, aux côtés de Amanda Tapping. Il apparaît dans le pilote de Stargate Universe et aussi dans les épisodes 14, 18 et 19. En 2010, il joue le rôle du super-héros Carter Hall/Hawkman dans cinq épisodes de Smallville.
Il joue également dans quelques téléfilms de Syfy comme Le Trésor perdu du Grand Canyon et Mega Snake. De 2012 à 2017, il joue dans la série médicale Saving Hope aux côtés de Erica Durance, sa partenaire dans Smallville et Stargate SG-1, dans le rôle de Charlie Harris, un chirurgien qui tombe dans le coma après un accident de voiture et qui peut se déplacer dans l'hôpital sous forme d'esprit.

## Vie privée
Il a vécu avec Vaitiare Hirshon (en) (Sha're dans Stargate SG-1) et ont eu une fille, Tatiana, née le 10 août 1998. Le 2 août 2003, il se marie à Lexa Doig (Carolyn Lam dans Stargate SG-1). Ils ont une fille, Mia Tabitha, née le 13 septembre 2004, et un fils, Samuel David, né le 19 mars 2006.

## Filmographie

### Cinéma
- 2000 : Suspicious River (en) de Lynne Stopkewich : Ball Cap Man
- 2000 : The Artist's Circle (en) (court métrage) de Bruce Marchfelder : Artiste
- 2000 : Mr. Fortune's Smile (en) de Bruce Marchfelder : James
- 2001 : Suddenly Naked (en) d'Anne Wheeler : Danny Blair / Donny Blitzer
- 2003 : Sumuru (en) de Darrell Roodt : Adam Wade
- 2011 : Le Chaperon rouge (Red Riding Hood) de Catherine Hardwicke : Adrien Lazar
- 2011 : Tactical Force de Adamo P. Cultraro (en) : Demetrius
- 2011 : Faces (Faces in the Crowd) de Julien Magnat : Bryce
- 2013 : The Bouquet d'Anne Wheeler : Sam
- 2013 : 13 Eerie de Lowell Dean (en) : Tomkins
- 2013 : Elysium de Neill Blomkamp : CCB Agent

### Télévision

#### Téléfilm
- 1995 : Face au Silence (A Family Divided) de Donald Wrye : Todd
- 1997 : L'Appel de la forêt de Peter Svatek : compagnon de jeu
- 1999 : Escape from Mars de Neill Fearnley : Bill Malone
- 2002 : Nous n'irons plus au bois de Paolo Barzman : Justin Donnelly
- 2002 : Une question de courage (ou Porte à porte) de Steven Schachter : John Brady
- 2005 : Swarmed (en) de Paul Ziller : Ken Horvath
- 2006 : En attendant l'âme sœur de George Mendeluk : Kevin Harrison
- 2007 : Sex Conspiration (Judicial Indiscretion) de George Mendeluk : Jack Sullivan
- 2008 : Stargate : Continuum de Martin Wood : Dr Daniel Jackson
- 2008 : Stargate : L'Arche de vérité de Robert C. Cooper : Dr Daniel Jackson
- 2008 : Mega Snake de Tibor Takács : Lee Daniels
- 2008 : Le Trésor perdu du Grand Canyon (The Lost Treasure of the Grand Canyon) de Farhad Mann (en) : Jacob Thain
- 2009 : D'une vie à l'autre d'Anne Wheeler : Brad Marshall
- 2009 : En eaux troubles de George Mendeluk : Michael Coleman
- 2010 : Menace de glace (ou Menace arctique) de Brian Trenchard-Smith : Jack Tate
- 2011 : Sous l'emprise du pasteur : L'Histoire vraie de Mary Winkler de Norma Bailey : Matthew Winkler
- 2011 : Christmas Lodge de Terry Ingram : Jack
- 2013 : Mr. Hockey: The Gordie Howe Story (en) d'Andy Mikita : Gordie Howe
- 2016 : Dr Andy Sommers : Quand Carly rencontre Andy (Hearts of Spring) de Marita Grabiak : Andy
- 2017 : Yellow de Sarah Deakins : Blind Date Guy
- 2017 : Un héros pour Noël (Christmas Homecoming) de Paul A. Kaufman : Sgt. Jim Mullins
- 2019 : Prête à tout pour mon enfant, même l'illégalité ! (en) (The College Admissions Scandal) d'Adam Salky : Rick Singer
- 2024 : Time Cut de Hannah Macpherson : Gil Field

#### Série télévisée
- 1993 : Highlander : Jesse Collins (Saison 2, épisode 6)
- 1993 : L'As de la crime (The Commish) : Sean (Saison 3, épisode 6)
- 1994 : Madison (en) : Gordon (Saison 2, épisode 5)
- 1995 : University Hospital : Jake (Saison 1, épisode 9)
- 1997 - 2007 : Stargate SG-1 : Dr Daniel Jackson / Ma'chello / Thor (voix) (196 épisodes)
- 1998 - 2000 : Au-delà du réel : L'aventure continue : Melburn Ross (Saison 4, épisode 15) / Dr Will Olsten (Saison 6, épisode 4)
- 2001 - 2003 : Andromeda : Gabriel (Saison 1, épisode 20) / Remiel (Saison 3, épisode 21)
- 2002 : La Treizième Dimension (The Twilight Zone) : Donnie (Saison 1, épisode 3)
- 2004 - 2008 : Stargate Atlantis : Dr Daniel Jackson (3 épisodes)
- 2005 : Les Experts : Miami : Doug Stets (Saison 4, épisode 11)
- 2007 : 24 Heures chrono : Mark Bishop (3 épisodes)
- 2007 : Eureka : Christopher Dactylos (Saison 2, épisode 12)
- 2008 - 2009 : Burn Notice : Victor (4 épisodes)
- 2009 : Sanctuary : Jimmy (Saison 2, épisode 9)
- 2009 - 2010 : Stargate Universe : Dr Daniel Jackson (Saison 1, épisodes 1, 14, 18 et 19)
- 2010 : Supernatural : Rob (Saison 5, épisode 17)
- 2010 : Bailey et Stark (The Good Guys) : Capitaine Shaw (Saison 1, épisode 18)
- 2010 : Tower Prep : Mr Littérature (Saison 1, épisode 6)
- 2010 : Smallville : Carter Hall / Hawkman (4 épisodes)
- 2011 : Endgame : Casey Roman (Saison 1, épisode 3)
- 2011 : Flashpoint : David Fleming (Saison 4, épisode 15)
- 2012 : Mr. Young : Mr Lewis (Saison 2, épisode 21)
- 2012 - 2017 : Saving Hope : Au-delà de la médecine : Dr Charles « Charlie » Harris (85 épisodes)
- 2018 : The Detectives (en) : Det. Doug Morrison (Saison 2, épisode 6)
- 2019 : Unspeakable (en) : Will Sanders (8 épisodes)
- 2019 : Virgin River : Wes (2 épisodes)
- 2020 : Altered Carbon : Horace Axley (3 épisodes)
- 2020 : Project Blue Book : Vice-maréchal de l'armée de l'air canadienne Christopher Thomas (Saison 2, épisode 9)
- 2022 : Good Doctor : Paul (Saison 6, épisode 3)

## Voix françaises
En France, William Coryn est la voix régulière de Michael Shanks.
| - William Coryn dans : - Stargate SG-1 (série télévisée) - Andromeda (série télévisée) - Stargate Atlantis (série télévisée) - Guêpier mortel (téléfilm) - Les Experts : Miami (série télévisée) - En attendant l'âme sœur (téléfilm) - 24 Heures chrono (série télévisée) - Eureka (série télévisée) - Entre cœur et justice (téléfilm) - Behind the Mythology of Stargate SG-1 (documentaire) - Stargate : L'Arche de vérité (téléfilm) - Stargate : Continuum (téléfilm) - Burn Notice (série télévisée) - En eaux troubles (téléfilm) - Stargate Universe (série télévisée) - Smallville (série télévisée) - Tower Prep (série télévisée) - Supernatural (série télévisée) - Menace de glace (téléfilm) - Flashpoint (série télévisée) - Sous l'emprise du pasteur : L'Histoire vraie de Mary Winkler (téléfilm) - Quand Carly rencontre Andy (téléfilm) - Altered Carbon (série télévisée) | - Stefan Godin dans : - Prête à tout pour mon enfant, même l'illégalité ! (téléfilm) - Time Cut Et aussi - Philippe Siboulet dans La Treizième Dimension (série télévisée) - Bernard Bollet dans Visages inconnus (téléfilm) - Guillaume Orsat dans D'une vie à l'autre (téléfilm) - Jean-Marc Delhausse dans Saving Hope, au-delà de la médecine (série télévisée) |